# Orłowskij (obwód rostowski)
Orłowskij (ros. Орловский) – osiedle w Rosji, w obwodzie rostowskim, ośrodek administracyjny rejonu orłowskiego. W 2010 liczyło 20 002 mieszkańców.

## Urodzeni
- Siergiej Pawłowicz – rosyjski zawodnik MMA.